# Mafalda di Savoia (miniserie televisiva)
Mafalda di Savoia - Il coraggio di una principessa è una miniserie televisiva italiana, diretta da Maurizio Zaccaro. La miniserie è stata tratta dal libro della storica Cristina Siccardi, "Mafalda di Savoia. Dalla reggia al lager di Buchenwald" (Paoline Editoriale Libri, 1999; 2020: quinta edizione), con la prefazione di Vittorio Emanuele di Savoia e una nota introduttiva del Principe Enrico d'Assia, secondogenito della Principessa Mafalda.

## Trama
La Principessa Mafalda di Savoia sin da ragazza, e per tutta la vita, mostra grande coraggio e forza d'animo fuori dal comune nell'affrontare gli ostacoli che si son frapposti tra lei e i suoi obiettivi.
Quando poco più che ventenne incontra il Principe Filippo d'Assia, il grande amore della sua vita, Mafalda riesce a sposarlo superando l'opposizione della sua famiglia, i Savoia, di Mussolini e del Vaticano, poiché Filippo d'Assia era di fede protestante e lei cattolica.
Negli anni successivi, pur essendo divenuta una principessa in parte tedesca, Mafalda non nasconde la sua avversità ad Hitler e al suo regime. Questo rischia di mettere in discussione il suo matrimonio con il principe Filippo d'Assia ma lei, nonostante tutto, non abbandona le sue opinioni e riesce anche a far cambiare opinione politica al marito.
L'8 settembre 1943, il giorno dell'armistizio d'Italia, Mafalda viene drammaticamente imprigionata in un campo di concentramento tedesco...

## Puntate
Puntata 1
24 agosto 1944. Gli aerei alleati bombardano il campo di sterminio nazista di Buchenwald. La principessa Mafalda di Savoia, una delle figlie dei sovrani d'Italia Vittorio Emanuele III ed Elena del Montenegro e moglie del principe tedesco Filippo d'Assia, viene ferita. Ricoverata in condizioni gravissime, la donna ripercorre con i ricordi alcuni episodi del suo passato.
La gioventù dorata, la complicità con la sorella Giovanna, chiamata familiarmente Giogiò e la storia d'amore segreta con il bel principe tedesco Filippo d'Assia: una relazione clandestina a causa dell'ostilità del Santo Padre e di Mussolini nei confronti dell'unione fra una principessa italiana e di fede cattolica e un nobile tedesco di religione protestante e discendente di una nobile casata di nota tradizione luterana. Nonostante tutto, Muti - così come la famiglia Savoia chiama Mafalda - riesce a spuntarla con il burbero padre contrario alla sua storia d'amore. 
La Principessa sposa Filippo in una bella e sfarzosa cerimonia nella Cappella della Reggia di Racconigi e poi si trasferisce con lui in Germania dove nasceranno i primi due figli, Maurizio ed Enrico. Mafalda ama molto il marito ma soffre delle sue assenze continue e del suo coinvolgimento nel nascente regime nazista.
Nonostante l'isolamento ed una polmonite quasi mortale, la bella e fiera principessa italiana dà alla luce un terzo figlio, Ottone.
Maggio 1938. Mafalda e Filippo sono costretti ad accompagnare Hitler in viaggio a Roma. La principessa, che non nutre grandi simpatie per il Fuhrer non esita a dimostrarlo attirando l'attenzione del gerarca nazista Goering, amico di suo marito, e del maggiore Karl Rudiger il quale mostra nei suoi confronti un'attrazione morbosa. Dopo i primi screzi con il regime nazista e l'aiuto per l'amica ebrea Ester Sermoneta, Goering decide che la principessa deve essere tenuta sotto controllo da Karl Rudiger.
Una volta scoppiata la guerra, il re Vittorio Emanuele III commette un errore di valutazione e coinvolge la figlia Mafalda in una delicata missione diplomatica che ha come obiettivo quello di convincere il cugino materno, Michele Petrovic, a commettere azioni contro la Germania. La Gestapo documenta l'incontro tra Mafalda e il cugino Michele. Come ritorsione, Filippo è trasferito e Mafalda viene considerata un'avversaria del regime da controllare strettamente.
Pochi mesi dopo, in pieno del conflitto mondiale, Mafalda decide di raggiungere a Sofia la sorella Giovanna per i funerali del marito, re Boris di Bulgaria, apparentemente avvelenato dai nazisti per la sua opposizione al Fuhrer.
Durante il suo viaggio in Bulgaria, viene firmato l'armistizio dell'8 settembre 1943: i regnanti italiani fuggono a Brindisi, ma Mafalda, nonostante l'avvertimento della regina Maria di Romania, vuole comunque tornare a Roma per riabbracciare i figli. 
Dopo aver salutato i suoi quattro figli, Maurizio, Enrico, Ottone e la piccola Elisabetta, che si trovano al sicuro in Vaticano, Mafalda viene attirata con l'inganno in una trappola nell'ambasciata tedesca e viene arrestata da Kappler.
Puntata 2
Mafalda è trasferita e internata nel lager di Buchenwald sotto il falso nome di Frau Von Weber. Il colonnello Karl Rudiger, uomo di fiducia di Goering, viene incaricato di controllare la principessa per ottenere informazioni da lei. Rudiger interroga Mafalda sull'armistizio firmato da suo padre Re Vittorio Emanuele III, che è valso alla famiglia Savoia l'accusa di alto tradimento del regime nazista e la condanna a morte. Mafalda, che non è nemmeno stata avvertita dai genitori, ammette che lei non ne sa nulla ed è la prima ad essere stata tradita.
Filippo, intanto, per ordine del Fuhrer si trova prigioniero in una villa delle SS e qui viene a sapere che la moglie è stata arrestata ma nessuno sa dove si trova.
La principessa Mafalda non riesce a sopportare la terribile realtà del campo di concentramento: nonostante le cure di Maria, un'internata messa a suo servizio da Rudiger, Mafalda cade in uno stato di depressione e si rifiuta di mangiare. Deperisce ogni giorno di più e talmente tanto da attirare l'attenzione del medico italiano Carlo Maggi che la cura, nonostante il feroce disprezzo che lo stesso nutre in cuor suo per la monarchia. Purtroppo molti altri prigionieri italiani riversano sulla donna il loro odio per la propria condizione e per la famiglia reale che lei rappresenta. Mafalda reagisce solo di fronte al dolore di una ragazzina, Miriam, la cui madre viene uccisa sotto i suoi occhi. La protegge e la cura come fosse una dei suoi figli.
Nel frattempo Filippo rintraccia la moglie e riesce a portarla fuori dal campo. Rudiger, però, li insegue e fa arrestare il principe e internare nuovamente Mafalda, declassata questa volta al ruolo di una qualsiasi deportata. Nella baracca comune che divide con le altre prigioniere, la principessa ritrova la piccola Miriam e riesce a ottenere la solidarietà dei prigionieri politici italiani i quali imparano ad apprezzare l'intransigenza della principessa sabauda. Mafalda si rifiuta di firmare una dichiarazione che condannerebbe a morte suo marito, ora ostaggio di Rudiger, il quale si diverte a giocare con la vita del principe, anche se alla fine si vede costretto a rilasciarlo.
Ancora una volta Mafalda mostra il suo coraggio, quando si assume la responsabilità di un tentativo di fuga di cui non ne sapeva assolutamente nulla. In questo modo cerca di salvare, invano, i prigionieri che stanno per essere fucilati per la stessa fuga.
Intanto la supplica di Filippo al vecchio amico Goering non serve a nulla: il gerarca gli fa capire che per Mafalda la sorte è ormai segnata. Quando Buchenwald viene bombardata e la principessa ferita, il dottor Maggi è sostituito da un suo collega tedesco che, per ordine di Berlino, uccide Mafalda con un'operazione lunga e complessa. Rudiger, che ha cercato invano di salvarla, non sopporta la sua morte e si toglie la vita. La compagna di baracca di Mafalda scrive una lettera ai figli sulle ultime ore della principessa.